# Montorsaio
Montorsaio est une frazione située sur la commune de Campagnatico, province de Grosseto, en Toscane, Italie. Au moment du recensement de 2011 sa population était de 178 habitants.

## Géographie
Le hameau est situé sur les pentes sud-est du Monte Leoni, à 20 km au Nord-Est de la ville de Grosseto.

## Histoire
La ville a été construite au Moyen Âge et a été contrôlée au fil du temps par diverses familles, dont les Ardengheschi (it), qui ont tenu de nombreuses querelles entre les territoires municipaux actuels de Civitella Paganico et Roccastrada.
Au milieu du XIIIe siècle, le centre passa sous le contrôle de la république de Sienne, devenant une possession de la famille Salimbeni jusqu'à la fin du XIVe siècle. La domination siennoise, également exercée par l'intermédiaire de familles nobles, se poursuivit jusqu'en 1555, année qui sanctionna la chute définitive de la république de Sienne et le passage de tous les territoires et localités au grand-duché de Toscane, y compris Montorsaio.

## Monuments
- Église Santi Cerbone e Michele (XIIe siècle), modifié au XVIIe et XIXe siècles
- Église Santissimo Crocifisso
- Monastère de San Benedetto alla Nave, en ruine
- Murailles de Montorsaio, fortifications médiévales du XIIe siècle.
- Cassero Senese (donjon siennois du XVIe siècle) enfermé dans les remparts intérieurs de Montorsaio, dont certaines parties originales ont été conservées du côté faisant face à la Piazza della Cisterna.

## Galerie

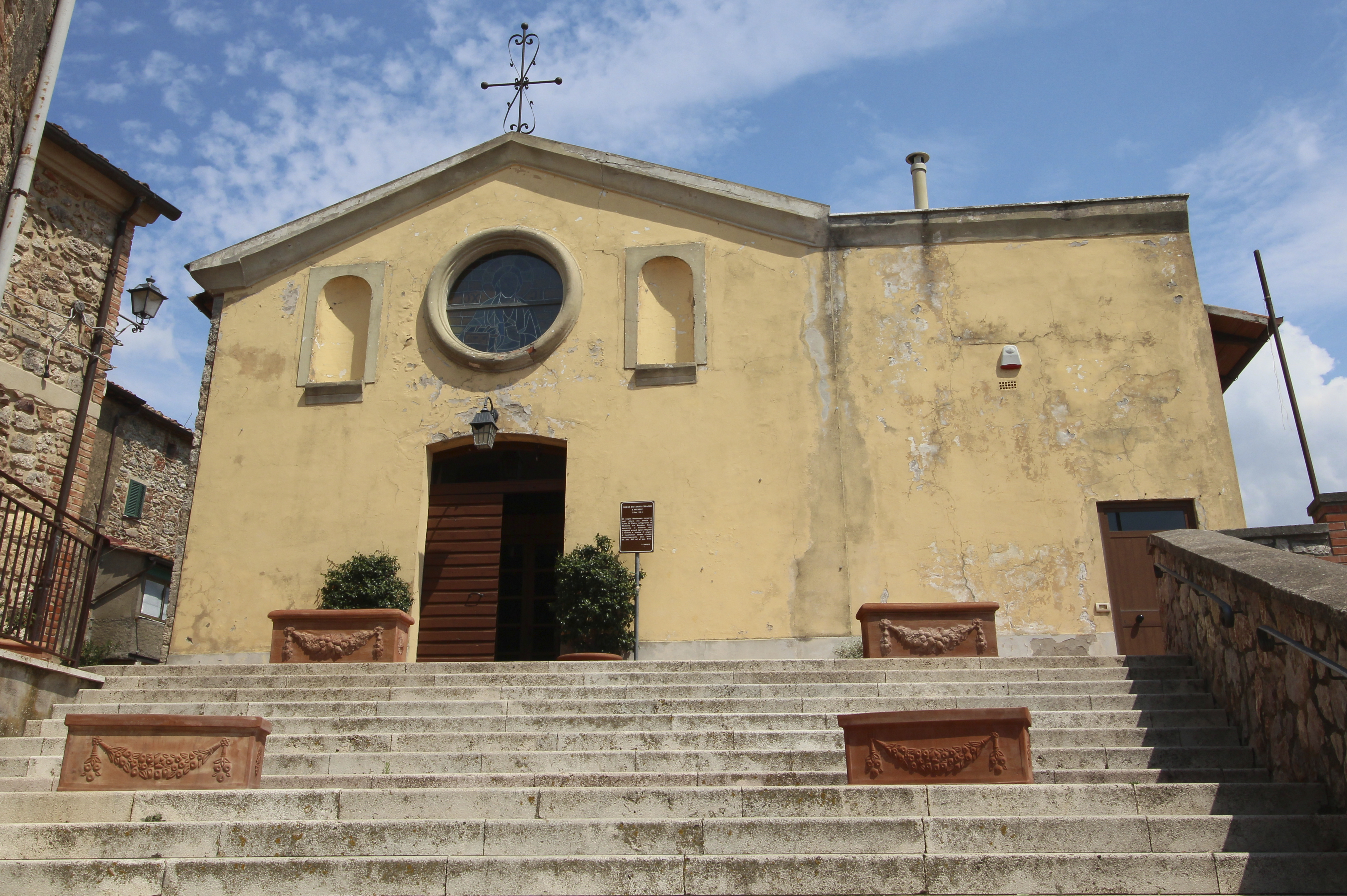
Église Santi Cerbone Michele.
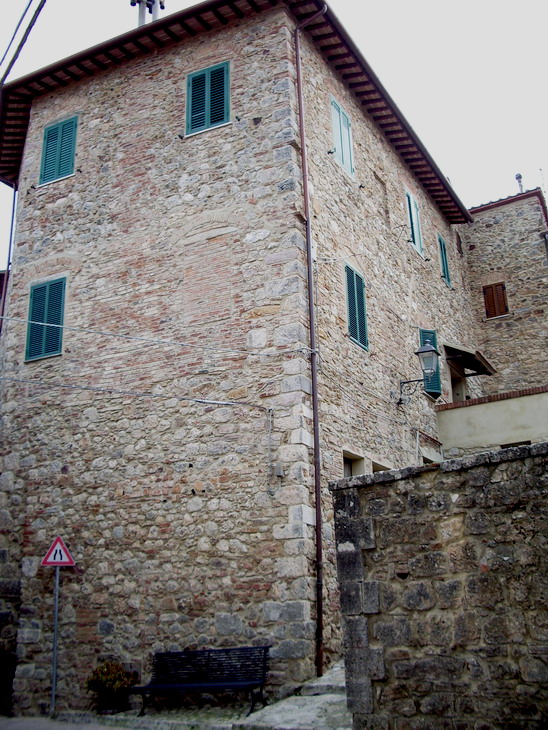
Le Cassero Senese.
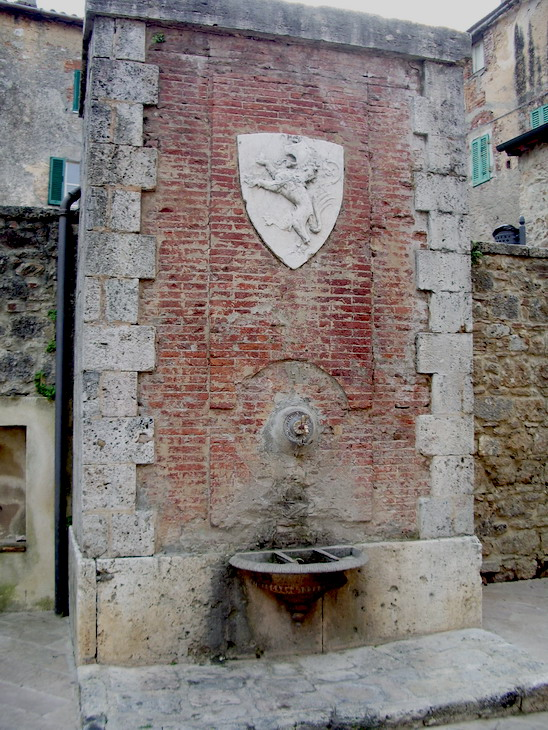
La Cisterna di Montorsaio.
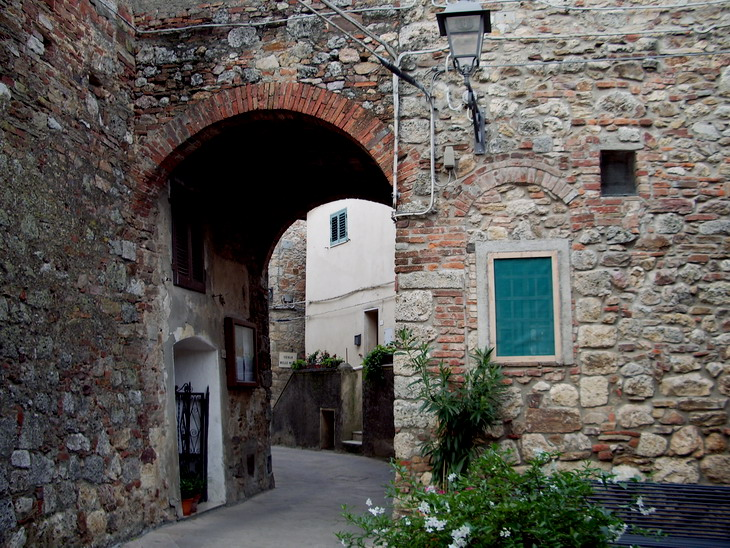
Remparts et porte